# Jacobsberg (Calvörde)
Der Jacobsberg ist eine 127,5 m ü. NHN hohe Erhebung der Calvörder Berge. Er liegt im Südteil des Gemeindegebiets von Calvörde im sachsen-anhaltischen Landkreis Börde.

## Geographie

### Lage
Der Jacobsberg liegt im Süden der Calvörder Berge im Calvörder Forst. Er befindet sich im äußersten Süden der Gemarkung von Calvörde zwischen der Siedlung Schwarzer Pfuhl (Gemeinde Bülstringen) im Osten und den Dörfern Bülstringen im Südosten und Lemsell im Westen. Nordnordwestlich liegt der Mittelberg (145,5 m). Östlich verläuft die Landesstraße 24 (Calvörde–Bülstringen), südlich die L 43 (Weferlingen–Bülstringen) und westlich die L 25 (Calvörde–Wieglitz) mit der jenseits davon befindlichen Bahnstrecke Wolfsburg–Magdeburg.

### Naturräumliche Zuordnung
Der Jacobsberg gehört in der naturräumlichen Haupteinheitengruppe Weser-Aller-Flachland (Nr. 62), in der Haupteinheit Ostbraunschweigisches Flachland (624) und in der Untereinheit Obisfelder-Calvörder Endmoränenplatten (624.5) zum Naturraum Calvörder Hügelland (624.53).

## Beschreibung
Der Jacobsberg ist vom Nadelwald des Calvörder Forsts bedeckt. Sein Gipfel ist durch einen Forstweg erschlossen.